# Scinax angrensis
A Scinax angrensis a kétéltűek (Amphibia) osztályának békák (Anura) rendjébe és a levelibéka-félék (Hylidae) családjába tartozó faj.

## Előfordulása
A faj Brazília endemikus faja. Természetes élőhelye a szubtrópusi vagy trópusi nedves síkvidéki erdők, folyók, pocsolyák. A fajt élőhelyének elvesztése fenyegeti.